# Малая водяная полёвка
Малая водяная полёвка, или полёвка Шермана (лат. Arvicola scherman), — вид грызунов из подсемейства Arvicolinae.

## Распространение
Страны распространения: Андорра, Австрия, Хорватия, Чехия, Франция, Венгрия, Германия, Италия, Польша, Португалия, Румыния, Словакия, Словения, Испания, Швейцария, Украина. В основном ограничивается возвышенностями, где строит большие подземные норы на лугах (в частности пастбища) или, реже, в лесах, от уровня моря до альпийских лугов 2400 метров.

## Морфология
Половой диморфизм отсутствует. Хвост короткий. Цвет шерсти отличается даже в пределах популяции, начиная от темно-коричневого или желтовато-коричневого до серого сверху, стороны коричневые или коричнево-желтые, брюхо светло-серое; хвост, как правило, двухцветный.

## Поведение
Преимущественно травоядная, питается растениями в летнее время и корнями, луковицами и клубнями в зимнее время. Обитает в сложных норах, которые обычно не глубже 1 м. Чаще всего становится добычей ушастых сов и обыкновенных сипух. Тесно связаны с водой.

## Угрозы и охрана
Малую водяную полёвку долгое время рассматривали в числе редких и исчезающих видов, вид был включен в Красную книгу Украины 1994 года. В последнее издание ККУ (2009) малая водяная полёвка не включена. Теперь этот вид относят к видам вредителей на сельскохозяйственных угодьях горных районов Карпат.